# Liste der Bodendenkmale in Axstedt
In der Liste der Bodendenkmale in Axstedt sind die Bodendenkmale der niedersächsischen Gemeinde Axstedt aufgeführt. Die Quelle ist der Denkmalatlas Niedersachsen. 
Der Stand der Liste ist der 18. Dezember 2024.

Axstedt im Landkreis Osterholz

In den Spalten finden sich folgende Informationen des Bodendenkmales:
Lagegeographische Koordinaten
BezeichnungBezeichnung lt. Denkmalatlas
BeschreibungBeschreibung lt. Denkmalatlas
IDObjekt-ID
BildBild, ggf. zusätzlich mit Link zu weiteren Fotos im Medienarchiv Wikimedia Commons.

## Axstedt
| Lage                        | Bezeichnung               | Beschreibung | ID       | Bild           |
| --------------------------- | ------------------------- | --- | -------- | -------------- |
| 53° 21′ 30″ N, 8° 45′ 19″ O | Axstedt 29, Grabhügel     | Durchmesser ca. 17 m und Höhe ca. 1,6 m. Ehemals rundlicher Hügel mit gut absetzenden Rändern. Lediglich noch im Nord-, Ost- und Südbereich als Umwallung zu erkennen. | 28985656 | BW             |
| 53° 21′ 34″ N, 8° 45′ 15″ O | Axstedt 30, Großsteingrab | Steinkammer in ungefährer Ost-Westlage, ursprünglich unter einem noch in Resten sichtbaren Hügel. Kammer bestand aus sechs Tragsteinen und besitzt einen Gang in der Mitte der Südseite. Sämtliche Tragsteine und die zwei Gangsteine sind vorhanden und stehen bis auf den südöstlichen Tragstein in situ. Dem Westende liegt der einzige noch vorhandene Deckstein auf. Im Lichten ist die Kammer 8 m lang und 1,40 m breit. (Sprockhoff 1975) Die Maße des heute noch sichtbaren Hügels: Länge 19 m, Breite 16,5 m und Höhe rund 1,50 m. Über die bei Begehungen gefundenen Keramikscherben, kann das Grab vermutlich in die Trichterbecherkultur datiert werden. | 28985657 | Weitere Bilder |